# Dynastor hannibal
Dynastor hannibal är en fjärilsart som beskrevs av Charles Oberthür 1881. Dynastor hannibal ingår i släktet Dynastor och familjen praktfjärilar. Inga underarter finns listade i Catalogue of Life.